# دودو واتاموتو
دودو واتاموتو (بالبرتغالية: Dudu Hatamoto‏) هو لاعب كرة قدم برازيلي، ولد في 6 أغسطس 2003.